# José María Vargas

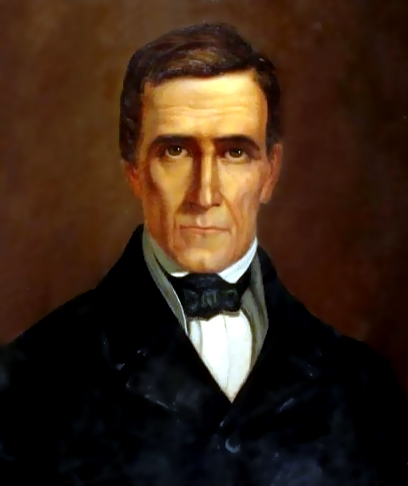
José María Vargas

José María Vargas (n. 10 martie 1786, La Guaira, Venezuela - d. 13 iulie 1854, La Guaira, Venezuela), a fost un medic, om politic, președintele Venezuelei în perioada 1835–1836.